# Conseil du Royaume
Le Conseil du Royaume (Consejo del Reino) était la dénomination d'un organe corporatif de l'Espagne durant la dictature de Francisco Franco, créé par la loi de succession du chef de l'État de 1947. Instituée pour donner une certaine légalité démocratique au régime franquiste, elle devait théoriquement jouer un rôle consultatif dans les prises de décisions du dictateur : lui fournir une liste de trois noms pour la présidence du gouvernement, pour dissoudre ou proroger les législatures des Cortes Generales, pour destituer le président du Gouvernement. Mais du fait de la concentration des pouvoirs entre les mains du général Franco, les conseillers ne furent que très rarement réunis.

## Composition
Le collège des conseillers se composent de membres de droit et membres élus :
- Les conseillers de droit [1] :
  - trois représentants des Forces armées à savoir, un lieutenant-général de l'armée de terre, un autre de l'armée de l'air et un amiral de la marine.
  - le chef d'état-major des armées.
  - le président du Conseil d'État.
  - le président du Tribunal suprême
  - le président de l'Institut d'Espagne

- Les conseillers élus, par les membres des Cortes d'Espagne :
  - deux conseillers élus par le groupe d'administration locale.
  - deux conseillers élus par le groupe de conseillers nationaux.
  - deux conseillers élus par le groupe de représentation familiale.
  - deux conseillers élus par le groupe de l'organisation syndicale.
  - un conseiller élus par le groupe des recteurs d'universités.
  - un conseiller élus par le groupe des associations professionnelles.

## Présidents
La présidence du Conseil du Royaume était jumelée avec la présidence des Cortes Generales :
- 1947-1965 : Esteban de Bilbao Eguía
- 1965-1969 : Antonio Iturmendi Bañales
- 1969-1975 : Alejandro Rodríguez de Valcárcel
- 1975-1977 : Torcuato Fernández Miranda
- 1977-1978 : Antonio Hernández Gil